# کانتاگالو (بولیوار)
کانتاگالو (انگلیسی: Cantagallo, Bolívar) نام شهری در کشور کلمبیا است.